# In My Head
「In My Head」（イン・マイ・ヘッド）は、CNBLUEのメジャーシングル1作目。2011年10月19日にワーナーミュージックジャパンから発売された。

## 概要
メジャーデビューシングル。ただし、インディーズでのリリースを含めると通算4枚目のシングルである。タイアップとして日本テレビ系列の「SUPERNATURAL THE ANIMATION」のテーマソング、エンディングテーマとして起用されている。
初回生産限定盤、ローソン限定盤、通常盤の3形態でのリリース。初回生産限定盤は、「In My Head」のPVやオフショットを収録したDVDのほか、オリジナルジャケットやスリーブケース仕様、52P豪華フォトブックレットが封入されている。ローソン限定盤は、オリジナルジャケット、紙ジャケット仕様のほか、オリジナルポストカード5枚セットが封入されている。

## 収録曲
1. In My Head [4:18]
作詞：玉井健二、金丸佳史 - 作曲：チョン・ヨンファ - 編曲：玉井健二、百田留衣
2. Mr.KIA（Know It All） [3:33]
作詞：チョン・ヨンファ - 作曲：チョン・ヨンファ、Ryo - 編曲：玉井健二、野間康介
3. Rain of Blessing [4:14]
作詞：玉井健二、深野香、Keisuke - 作曲：イ・ジョンヒョン、Ryo - 編曲：玉井健二、釣俊輔
4. In My Head（instrumental） [4:14]

DVD（初回生産限定盤のみ）
1. In My Head （Music Video）
2. In My Head （Special Feature）